# بارابانوفکا
بارابانوفکا (انگلیسی: Barabanovka) یک شهرک در شهرستان یانائولسکی استان باشقیرستان کشور روسیه است.